# Feira do Açaí

A Feira do Açai é um entreposto comercial público, uma feira-livre ao céu aberto de comercialização do açaí, uma zona portuária de pequeno porte e, um conjunto de lanchonetes, que faz parte do Complexo do Ver-o-Peso, localizado às margens da baía do Guajará no bairro da Cidade Velha, na cidade paraense de Belém (estado brasileiro do Pará). A feira é rodeado pelo Forte do Castelo (de 1616), a Praça do Relógio e, a Doca da embarcações (1803 - feira do peixe).

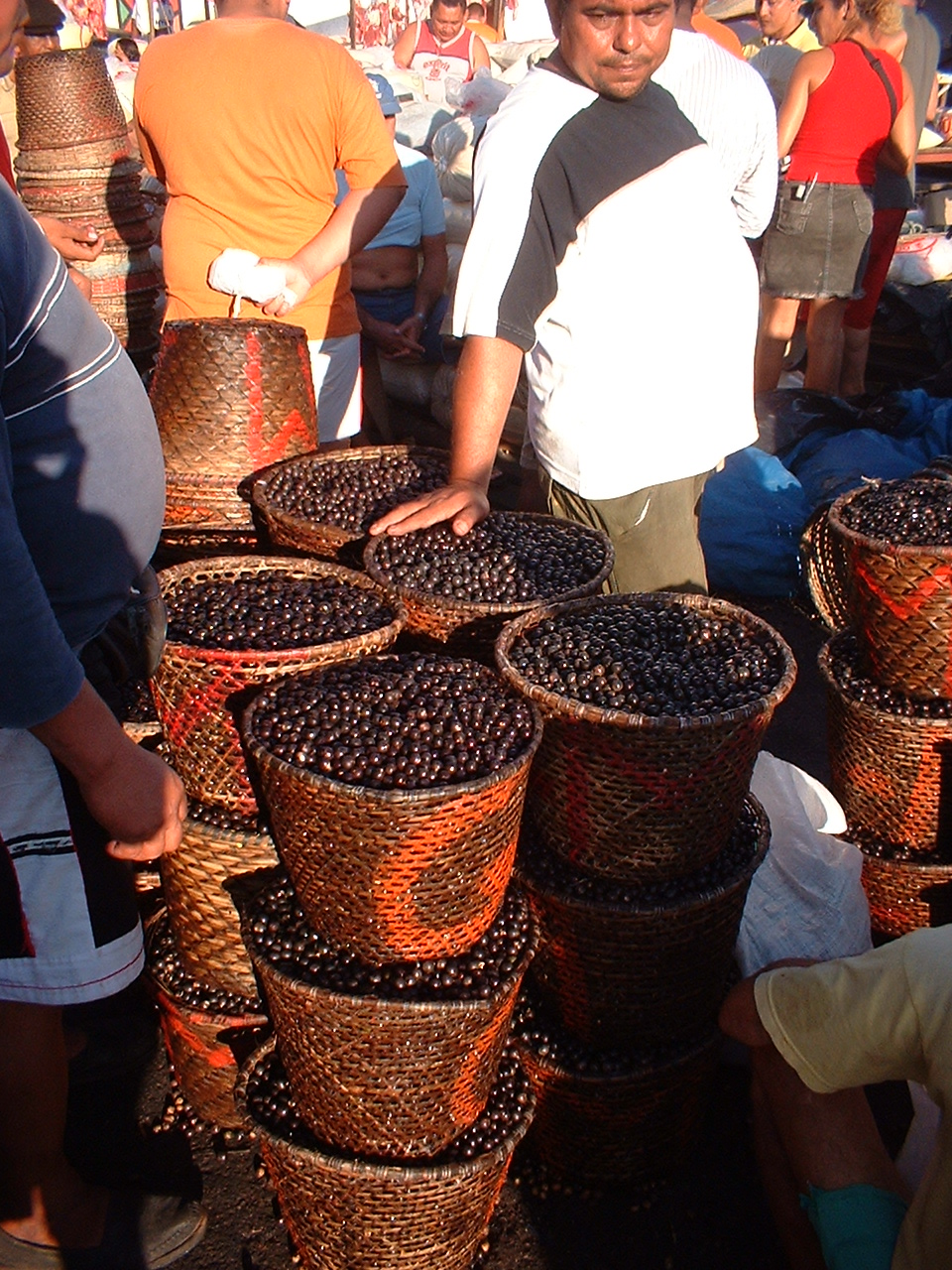
Paneiros de açaí à venda na feira.

A feira abastece via fluvial a cidade com o fruto in natura debulhado (retirado) do açaizeiro, proveniente da agricultura das comunidades ribeirinhas que moram na área insular de Belém, com 329,9361 km² composta de quarenta e duas ilhas. O local proporciona um turismo de contemplação, ao observar a movimentação (vai-e-vem) dos carregadores e vendedores com os paneiros cheios do fruto, a pintura naïf formada pelas embarcações ancoradas (apelidadas de “pô-pô-pô”), a história repassada de geração em geração, a formação da economia familiar e a preservação da identidade as margens da baía. É a memória de uma região e a importância de um fruto, onde o consumo de açaí em litros chega a ser o dobro do consumo de leite.
Localizado no Centro Histórico de Belém, próximo ao complexo Feliz Lusitânia, a feira contem também alguns bares simples onde vende tapioquinha com café e outras bebidas.
Conforme Michel Pinho, presidente da Fundação Cultural de Belém (Fumbel), afirma que a cidade passa por resgate de diversas culturas e retorno de uma tradição musical local em 2022, onde a Feira do Açaí retoma com eventos de carimbó, samba e outros; como por exemplo os projetos de iniciativa popular "carimbó no caroço" e "fé no batuque".

## Sobre o fruto
Presente na alimentação do brasileiro, devido ser muito nutritivo com diversas vitaminas naturais, principalmente na dieta do nortista brasileiro (ou amazônida), onde seu consumo pelos indígenas ocorre desde a época pré-colombiana.
O açaí provêm da palmeira, é um fruto bacáceo arredondado de cor roxo escuro, que contém um caroço proporcionalmente grande e pouca polpa. Este no Brasil, fruto símbolo do estado do Pará, cresce nas várzeas da Amazônia de forma espontânea; Muito presente na produção agrícola urbana da área Insular de Belém (composta de quarenta e duas ilhas) fornecidos principalmente por via fluvial.

Que para ser consumido, deve primeiramente passar por uma máquina despolpadeira ou amassado manualmente, para que a polpa se desprenda da semente/caroço e, após ser misturada com água, transformando-se em um suco grosso conhecido como "vinho do açaí".

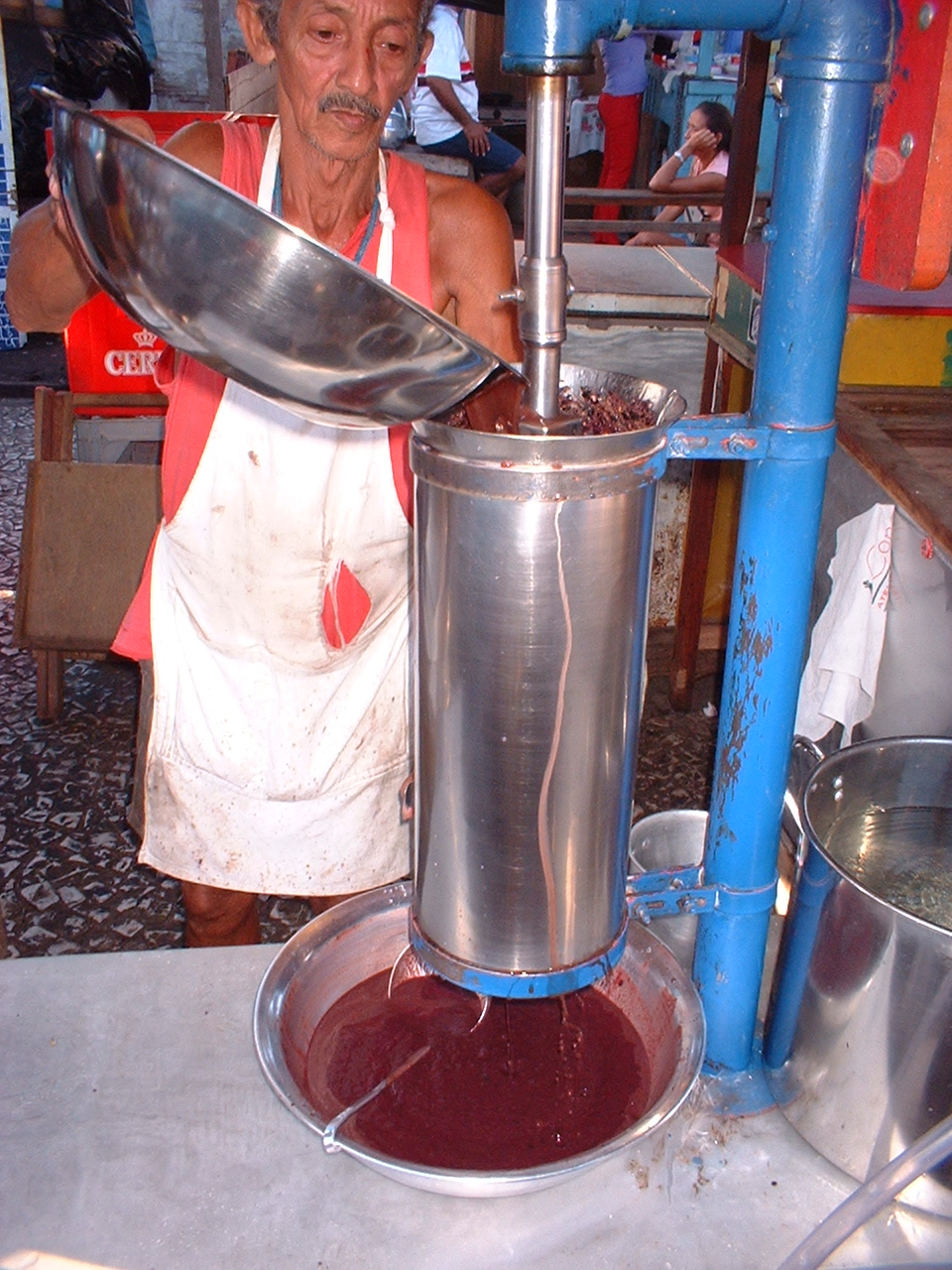
Máquina de despolpamento mecânico, utilizada no preparo do vinho, que substituiu a primitiva de rotação manual.

## Funcionamento
O funcionamento da feira é sempre nas madrugadas, com desembarque de toneladas de açaí distribuídos em vários paneiros (cestas de palha) retiradas das embarcações (apelidadas de “pô-pô-pô”) que ali ancoram, negociados no velho estilo oferta/demanda. De onde segue para ser processado nos bairros da capital e, próximo ao amanhecer parte em viagem para o restante do Brasil. Nos bairros o fruto passará por uma despolpadeira (tirador de polpa) até se transformar em um caldo grosso chamado "vinho do açaí”. Este é misturado com farinha de mandioca ou goma de tapioca em uma tigela, formando um pirão, acompanhado com peixe frito ou charque frito.

## Estatística
O estado do Pará produz cerca de 820 mil toneladas de açaí ao ano, corresponde a 85% da produção nacional, tornando-se o maior produtor do país. A maior parte do fruto permanece no estado: 60% é consumido na região, 30% é transportado para outros estados brasileiros e, 10% exportado rumo ao exterior.

## Patrimônio histórico
A feira faz parte do complexo arquitetônico e paisagístico do Ver-o-Peso tombado pelo IPHAN, em 1977, que compreende uma área de 35 mil metros quadrados, com uma série de construções históricas, incluindo o logradouro Boulevard Castilhos França, o Mercado da Carne, o Mercado de Peixe, a Praça do Relógio, a Feira do Açaí, a Ladeira do Castelo e o Solar da Beira e a Praça do Pescador.